# الگوی خزینه شیء
در برنامه‌نویسی، خزینه اشیاء (به انگلیسی: Object pool pattern) یکی از الگوهای طراحی نرم‌افزار است. یک خزینه اشیاء مجموعه‌ای از اشیاء ایجاد شده‌است که آماده برای استفاده نگه‌داشته‌شده‌اند به جای اینکه بنابر تقاضا اختصاص و تخریب شوند. یک درخواست‌دهندهٔ خزینه یک شئ را از خزینه درخواست می‌کند و عملیاتی را بر روی شئ بازگردانیده شده انجام می‌دهد. وقتی که درخواست‌دهندهٔ شئ کارش را با یک شئ تمام کرد، آن را به خزینه باز می‌گرداند به جای اینکه آن را از بین ببرد. خزینه اشیاء را می‌توان نوع خاصی از کارخانه شئ دانست.